# Babaco
El Babaco (Vasconcellea × heilbornii; sinònim Carica pentagona), és un fruit tropical, uncultivar híbrid del gènere Vasconcellea de l'Equador. És un híbrid entre Vasconcellea cundinamarcensis (sinònim Carica pubescens), i Vasconcellea stipulata (sinònim Carica stipulata).

## Cultiu
Pot créixer a gran altitud (uns 2.000 m), i és la planta del seu gènere més tolerant al fred. Es tracta d'un arbust herbaci com la papaia (Carica papaya) però al contrari que la papaia només fa flors femenines. El babco pot fer cada any de 30 a 60 fruits i pot viure uns vuit anys. És més rústic que la papaia. Es pot conrear en zones temperades fins i tot en algunes parts del Regne unit

## Usos
El seu fruit és comestible i se'n fa suc.